# Rundhügel auf dem Fan Foel
Der bronzezeitliche Rundhügel auf dem Fan Foel (780 m hoch) in den Black Mountains (gälisch Y Mynydd Du), in Carmarthenshire in Wales wurde 2004/2005 ausgegraben. Der Zustand des Grabhügels wurde 2002 untersucht. Der Hügel war durch Erosion stark gefährdet.
Der niedrige Steinhügel bedeckte eine etwa zentral gelegene Steinkiste, die von einem etwa 11,0 m großen Randsteinring umgeben war. Der Resthügel wurde abgetragen, die Steinkiste und die Randsteine wurden ausgegraben. 
Die Steinkiste war etwa einen Meter lang und 0,5 m breit. Sie enthielt eine zerbrochene Keramik, einen Haufen verbrannter Knochen, und mehrere Feuersteinwerkzeuge. Eine zweite Feuerbestattung wurde im umgebenden Steinmaterial zusammen mit Fragmenten einer Halsbandurne geborgen.
Die erhaltenen Elemente des Denkmals wurden unter Matten geschützt und mit Steinen und Rasenplaggen bedeckt.